# Fidel
Fidel – średniowieczny instrument muzyczny z rodziny skrzypiec.

## Nazwa
Terminami „fidel” i „fiddle” opisywano w epokach średniowiecza i renesansu różne instrumenty smyczkowe, które wyszły z użycia w XV wieku. We Francji funkcjonowała nazwa vièle, w Polsce prawdopodobnie „gęśle”.

## Budowa
Wspólnymi cechami fideli były owalny i płaski korpus rezonansowy, często z nieznaczną talią, krótka szyjka zakończona deską kołkową z pionowo ustawionymi kołkami, oraz dwa otwory rezonansowe w kształcie litery C po obu stronach podstawka. Klasyczny, utrwalony w średniowieczu naciąg miał pięć strun, ale występowały również egzemplarze z trzema i czterema. Piąta struna pełniła funkcję burdonowej – zarywano ją kciukiem, podczas gdy pozostałe cztery przeciągano smyczkiem.  Paryski dominikanin Hieronymus de Moravia w XIII wieku opisał strój fideli w traktacie Tractatus de Musica. Podał trzy różne typy stroju: d G g d1 d1, d G g d1 g1 oraz G c g d1.

## Historia
Najstarsze opisy chordofonu, z którego wyewoluowała fidel nazywana bizantyjską, znajdują się w perskiej literaturze z IX wieku. Instrument miał płytki korpus przechodzący łagodnie w nieznacznie zarysowaną szyjkę, na końcu której znajdowała się deska kołkowa z osadzonymi w niej trzema kołkami. Grano na nim techniką paznokciową. W takiej postaci zilustrowany został później w hiszpańskich rękopisach z X i XI wieku, a w średniowiecznej Europie zyskał popularność i stał się głównym instrumentem smyczkowym. W tamtym okresie podczas gry zazwyczaj trzymano fidelę pionowo, jak wiolonczelę. W miarę upływu czasu, płaski początkowo i wykonany z jednego kawałka drewna korpus powiększał się. Egzemplarze z XIV wieku miały już charakterystyczne, owalne pudło rezonansowe z dwoma osobnymi płytami – górną i dolną, oraz wyraźnie zaznaczonymi boczkami i szyjką. W tym okresie na fideli grano już w pozycji ramieniowej, ze skrzypcowym nachwytem smyczka. W XV wieku fidel wyewoluowała w lirę da braccio i wyszła z użycia.